# Regina Royo
Rosa Regina Royo Cabrera (San Clemente, 25 de febrero de 1929-), es una pedagoga, escritora chilena, y miembro de la Academia Chilena de la Lengua.

## Primeros años de vida
Es hija de Julio Royo Laencina y de Regina Cabrera López, siendo la tercera hija de siete hermanas, todas con amplias cualidades literarias, heredada de su padre profesor, y su madre escritora. A través de su hermana Julia, es sobrino nieto suyo el actor Cristián Riquelme.
Llega a vivir a San Fernando, a la edad de dos años. Estudiando hasta 6º Humanidades en el Liceo de Niñas de dicha ciudad. Posteriormente, ingresa al Bachiller de Letras del Instituto Pedagógico de la Universidad de Chile, obteniendo el título de profesora de estado en castellano.
Contrajo matrimonio con don Manuel Jesús Vera (ya fallecido), con el que tuvo dos hijos: Claudia Francisca y Julio Manuel.

## Vida pública
Se desempeñó en el Liceo de Niñas Eduardo Charme, Colegio Inmaculada Concepción y Instituto San Fernando. En 1966, junto a su esposo Manuel Jesús Vera, fundó el Colegio Hans Christian Andersen, actualmente convertido en Instituto, siendo su directora hasta hace poco tiempo. Además del trabajo docente, ha participado en diversos grupos culturales e instituciones, recibiendo distinciones por su trayectoria en el proceso educativo y cultural de la Sexta Región de Chile.
Es socia fundadora del "Instituto Chileno de Cultura Hispánica" e integrante de la "Sociedad de Escritores de Colchagua y de la Sexta Región".
Desde el 27 de octubre de 1995, es miembro correspondiente por San Fernando, de la Academia Chilena de la Lengua, La incorporación de la escritora a tan prestigiosa institución se efectuó en el salón de actos del Instituto Marista de San Fernando.
Es declara "Ciudadana Ilustre de San Fernando", el 17 de mayo de 2012.

### Premios y reconocimientos
- Primer premio del concurso auspiciado por La Voz de Colchagua y el "Centro Cultural Ursicino Peña", en el aniversario de San Fernando, con "Porque me gusta San Fernando", 1964.
- "Premio Municipalidad de San Fernando", 1965.
- Mención Honrosa en Poesía, en el Concurso Nacional del Banco del Estado de Chile, 1980.
- Segundo lugar en el Concurso Nacional de la Revista de Educación: "Compartamos experiencias de aprendizaje", 1983.
- Primer premio en Cuento, en el Concurso Nacional de Poesía y Cuento Infantil de la secretaria de Relaciones Culturales de Gobierno, 1987.
- Premio Centro de Extensión Cultural Pablo Neruda San Fernando, Nivel-Escritores: Tercer lugar, 2009.[6]

## Obras literarias
- Poesía a Dos Voces (en colaboración con Josefina Acevedo Cuevas), 1983.
- Cuentos y Poemas Infantiles, 1984.
- El Niño que Conocí Hombre (Poemas), 1986.
- Aventuras de Lobito Bueno (Novela), 1987.
- Presencia de San Fernando (en colaboración con Josefina Acevedo Cuevas, Lucía Aguirre del Real y José Vargas Badilla), 1989.[7]
- El Sapo Ronco y Señorita Primavera (Cuentos), 1994.
- El Niño que no Pude Conocer (Novela), 1999.
- Transparencias Líricas (en colaboración), 2000.
- Cuentos para Claudia Francisca, 2002.
- Cuentos para Julio Manuel, 2003.
- La Extraña Pasajera (Cuentos), 2006.
- Mi Amiga Brunilda, 2007.